# Ulla Håkansson
Ulla Håkansson, née le 9 novembre 1937 à Motala, est une cavalière suédoise de dressage. 
Elle est médaillée de bronze de dressage par équipe aux Jeux olympiques de 1972 à Munich et aux Jeux olympiques d'été de 1984 à Los Angeles.